# مريم حسن (لاعبة كريكت)
مريم حسن (19 سبتمبر 1985 في باكستان - ) هي لاعبة كريكت باكستانية. شاركت في دورة الألعاب الآسيوية 2010. وشاركت مع منتخب باكستان للكريكت.

## وصلات خارجية
- مريم حسن على موقع إي آس بي آن كريك إنفو (الإنجليزية)